# Romario Rakotoarisoa
Jean Romario Baggio Rakotoarisoa, anche noto semplicemente come Romario Baggio (Antananarivo, 24 gennaio 1994), è un calciatore malgascio, attaccante del Jeanne d'Arc.

## Biografia
I genitori diedero il secondo e il terzo nome del giocatore in onore ai calciatori Romário e Roberto Baggio. Quest'ultimo nome è anche quello il fratello minore John Baggio, anch'egli calciatore.

## Carriera

### Club
Ha iniziato a giocare a calcio nel campionato malgascio con il Fosa Juniors, prima di trasferirsi nel dipartimento d'oltremare de La Riunione, giocando per Excelsior e Jeanne d'Arc.

### Nazionale
Ha esordito con la nazionale malgascia nel 2017, venendo poi convocato per la Coppa d'Africa 2019.